# Scytodes gilva
Scytodes gilva är en spindelart som först beskrevs av Tord Tamerlan Teodor Thorell 1887.  Scytodes gilva ingår i släktet Scytodes och familjen spottspindlar. Inga underarter finns listade i Catalogue of Life.